# Muses B
Haruka (muy lejos, en japonés), denominado inicialmente MUSES-B y también conocido como HALCA (Highly Advanced Laboratory for Communications and Astronomy), fue un observatorio espacial japonés dedicado a la radioastronomía, el primero de su clase en todo el mundo. Fue lanzado el 12 de febrero de 1997 mediante un cohete M-V desde la base de lanzamiento de Kagoshima.

## Historia
Se colocó en una órbita altamente elíptica con una altitud de apogeo de 21.400 km y una altitud de perigeo de 560 km, con un período orbital de aproximadamente 6,3 horas. Esta órbita permitió la obtención de imágenes de fuentes de radio celestiales por el satélite junto con una serie de radiotelescopios terrestres, de modo que se obtuvieron una buena cobertura de plano (u, v) y una resolución muy alta.
Aunque se diseñó para observar en tres bandas de frecuencia: 1,6 GHz, 5,0 GHz y 22 GHz, se encontró que la sensibilidad de la banda de 22 GHz se había degradado severamente después del despliegue orbital, probablemente causado por la deformación vibratoria de la forma del plato en el lanzamiento, por lo tanto limitar las observaciones a las bandas de 1,6 GHz y 5,0 GHz.
HALCA se lanzó en febrero de 1997 desde el Centro Espacial de Kagoshima y realizó sus últimas observaciones VSOP en octubre de 2003, superando con creces su vida útil prevista de 3 años, antes de la pérdida del control de actitud. Todas las operaciones finalizaron oficialmente en noviembre de 2005.
Se planeó una misión de seguimiento ASTRO-G (VSOP-2), con una fecha de lanzamiento propuesta para 2012, pero el proyecto finalmente se canceló en 2011 debido al aumento de los costos y las dificultades para lograr sus objetivos científicos. Se esperaba que lograra resoluciones hasta diez veces más altas y una sensibilidad hasta diez veces mayor que su predecesor HALCA.
La cancelación de ASTRO-G dejó a la misión rusa Spektr-R como la única instalación VLBI espacial operativa en ese momento.

## Antena

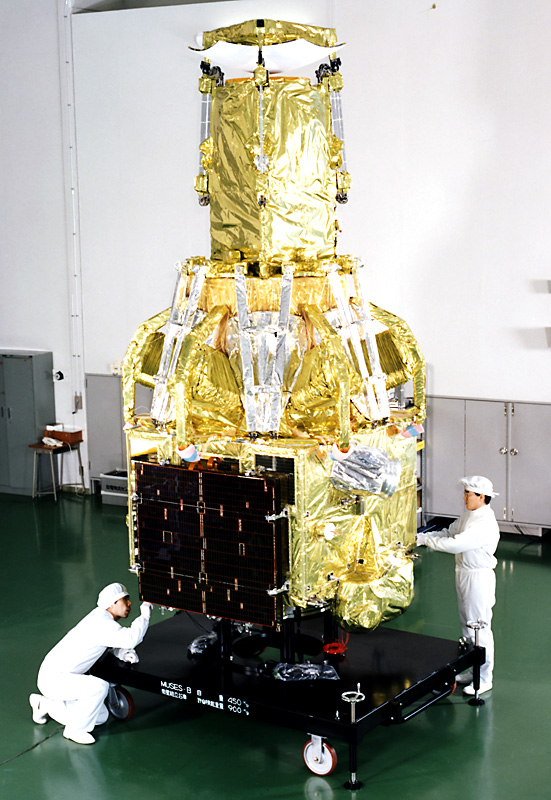
Muses B después del montaje final

La antena de 8 metros, con la que se hicieron experimentos de VLBI en conjunto con radiotelescopios en tierra, fue diseñada para desplegarse en el espacio ya que la configuración desplegada no cabía dentro del carenado del cohete. La antena podía trabajar a frecuencias de 1,6 y 22 GHz y consistía en una malla de cable de molibdeno recubierto de oro suspendida de seis mástiles extensibles. Utilizaba una disposición Cassegrain, con un subreflector hexagonal de 1,1 metros de diámetro. El subreflector fue desplegado el 24 de febrero de 1997 y situado a 3,4 metros del reflector principal, y a su vez el reflector principal fue desplegado entre el 26 y el 27 de febrero. Para formar una forma ideal, la longitud de los cables se ajustó en la parte posterior de la antena. Una preocupación era que los cables pudieran enredarse. El despliegue del reflector principal comenzó el 27 de febrero de 1997. El despliegue duró tres horas el primer día y se completó en 20 minutos durante el día siguiente.

## Especificaciones
- Perigeo: 569 km
- Apogeo: 21.415 km
- Inclinación orbital: 31,4 grados
- Periodo: 379,3 min